# Necròpolis del Massís colombià

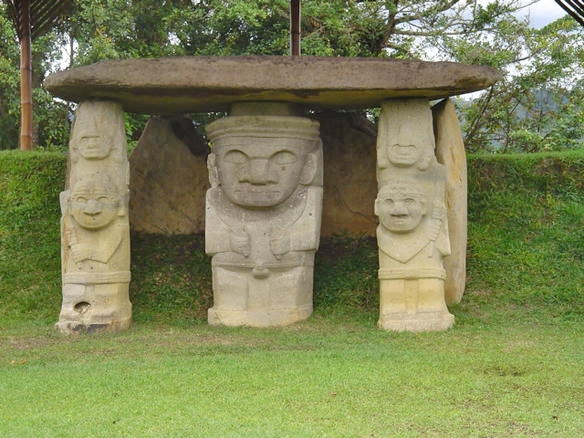
Estàtues d'un monument mortuori de la cultura aborigen de Sant Agustín

Les necròpolis del Massís colombià és un terme utilitzat per agrupar un conjunt de necròpolis situades al Massís colombià, una àrea geogràfica de Colòmbia molt particular per la seua riquesa arqueològica i històrica i pels elements geogràfics que hi conflueixen i la fan única en tota Amèrica. Involucra els departaments de Nariño, Cauca i Huila, diverses cultures i jaciments arqueològics. Per les seues marcades diferències s'han estudiat de manera aïllada, i l'espai geogràfic és el criteri d'agrupament per a la denominació.

## Jaciments arqueològics
Els jaciments arqueològics estan situats entre els meridians 75 i 77 oest i els paral·lels 1 i 3 (un quadrilàter amb vèrtexs oposats en la diagonal entre 1° 0′ N, 75° 0′ O / 1.000°N,75.000°O i 3° 0′ N, 77° 0′ O / 3.000°N,77.000°O i inclou les cultures indígenes més conegudes que sorgiren a Colòmbia, comprenen llocs amb evidències arqueològiques d'ús funerari com:
Departament de Nariño
- El Tambo (Pintado);
- Els Ídols;
- Chimayoy;
- Briceño;
- La Unió.

Departament de Cauca
- El Tambo;
- Morales;
- Parc arqueològic nacional de Tierradentro, Patrimoni de la Humanitat per la UNESCO.[2]

Departament de Huila
- Parc arqueològic de San Agustín, Patrimoni de la Humanitat per la UNESCO, i que dona nom a la Cultura San Agustín;[3]
- Aguabonita.

Hi ha altres jaciments arqueològics amb art lític en els departaments enumerats així com en els del Departament de Caquetá, Valle del Cauca i Tolima.
Aparentment sense cap relació entre les esmentades cultures, se'n desenvoluparen a menys de dos-cents quilòmetres. Totes les fonts ressalten les importants contribucions a l'estatuària i a la terrisseria, però alguna entra més a fons en la relació amb la vida i la mort, doncs els vestigis són tangibles.

## Cultures
Els jaciments han estat adscrits a diferents cultures i èpoques, tals com la cultura San Agustín.